# Nebridi d'Ègara
Nebridi (final del s. V - ca. 545) va ser un dels bisbes d'Ègara (actual Terrassa).
Procedia d'una família il·lustre que, segons Isidor de Sevilla, va donar quatre bisbes, essent els altres: Just d'Urgell, Elpidi d'Osca i Justinià de València. Probablement, tots quatre es van formar al monestir d'Assan, a la Ribagorça, important centre d'espiritualitat i cultura del Pirineu, dirigit per sant Victorià d'Assan.
El 6 de novembre de 516 signa les actes del concili de Tarragona en últim lloc, la qual cosa indica que feia poc que havia estat consagrat bisbe d'Ègara. També assistí al concili de Girona (517) i el II Concili de Toledo del 527. Probablement assistí al concili de Barcelona de 540, però el 546, al concili de Lleida, ja trobem el bisbe Taure.

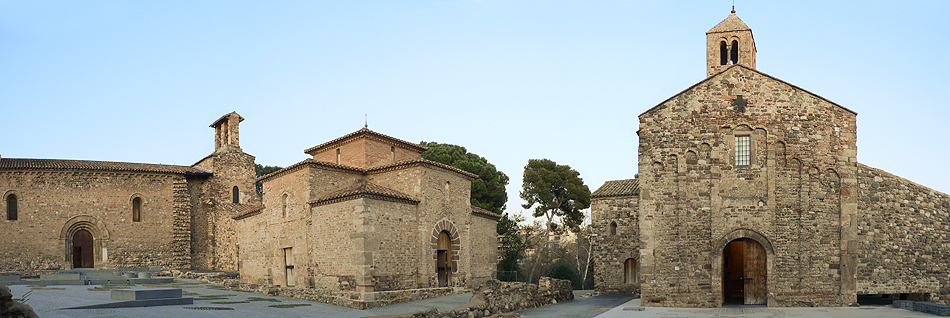
Esglésies de Sant Pere de Terrassa, antiga seu d'Ègara

Durant el seu episcopat es van construir tres esglésies noves com a seu, antecessores de les actuals esglésies de Sant Pere de Terrassa. Isidor diu que va ser escriptor eclesiàstic, però la seva obra no es conserva.
Venerat com a sant, figura així en tots els documents posteriors, com en santorals i llibres litúrgics visigòtics, tot i que no se sap res de la seva canonització: després del Concili de Trent, però, el seu culte desapareix.